# Ланцендорф (Нижня Австрія)
Ланцендорф (нім. Lanzendorf) — муніципалітет з 1942 жителями (станом на 1 січня 2023) в окрузі Брук-ан-дер-Лайта в Нижній Австрії.

## Географія
Ланцендорф розташований у промисловому районі Нижньої Австрії. Муніципалітет має площу 4,54 квадратних кілометрів. З них 73 відсотки займають сільськогосподарські угіддя, 8 відсотків — сади, і менше 1 відсотка площі муніципалітету вкрито лісами.

## Конгрегаційна структура
Місце поділено на дві кадастрові громади Оберланцендорф і Унтерланцендорф.

## Історія
У давнину територія входила до складу провінції Паннонія.
Після «приєднання» Австрії до Третього рейху в 1938 році громади Оберланцендорф і Унтерланцендорф були включені до складу новоствореного 23-го рейху. Район Швехат включений до Великого Відня. З 1. У вересні 1954 року відбулося відокремлення від Відня та об’єднання Обер- і Унтерланцендорф у муніципалітет Ланцендорф. З 2004 року проводиться систематичний огляд історії району Ланцендорф (зокрема Марії Ланцендорф).
Ланцендорф мав бути частиною Відня після розпуску округу Відень-Околиці з 1 січня 2017 року спочатку стали частиною району Медлінг. Після заперечень громадян Ланцендорф було віднесено до округу Брук-ан-дер-Лайта, до якого він належав з 1 січня 2007 року, січня 2017 заслухано.

## Населення
З 1981 року муніципалітет має збалансований рівень народжуваності та значне позитивне сальдо міграції.